# 청강 김영훈 진료기록물
청강 김영훈 진료기록물(晴崗 金永勳 진료기록물)은 경희대학교 한의학역사박물관에 있는 기록물이다. 2012년 8월 13일 대한민국의 국가등록문화재 제503호로 지정되었다.

## 지정 사유
청강 김영훈(晴崗金永勳, 1882~1974)은 1904년에 최초의 근대적 한의과대학인 동제의학교 교수를 역임하고, 전국의생대회와 전국 규모의 한의사단체를 결성하는 등 일제강점기 한의학 부흥에 앞장섰던 한의사이다.
「청강 김영훈 진료기록물」에는 1914~1974년까지 한국전쟁기간을 제외하고 약 60년 동안 서울 종로에서 보춘의원(普春醫院)을 운영하면서 기록한 진료기록부, 처방전, 필사본 의학서 '수세현서(壽世玄書)' 등 관련 기록물 21건 955점이 포함된다.
근대 의료체계 형성기에 전통의학 및 국민보건의료 실태를 알아볼 수 있는 기록물로서 생활사적, 의학사적 가치가 있다.

## 참고 자료
- 청강 김영훈 진료기록물 - 국가유산청 국가유산포털